# Fever (Dua Lipa e Angèle)
Fever è un singolo della cantante britannica Dua Lipa e della cantante belga Angèle, pubblicato il 30 ottobre 2020 come sesto estratto dal secondo album in studio di Dua Lipa Future Nostalgia.

## Pubblicazione
Le due interpreti annunciarono la collaborazione il 23 ottobre 2020 attraverso lo scambio di alcune emoji sui rispettivi profili social media. Titolo, copertina e data di pubblicazione furono rivelati il 26 ottobre successivo.

## Promozione
Dua Lipa e Angèle eseguirono il brano per la prima volta durante l'NRJ Music Award trasmesso in diretta televisiva il 5 dicembre 2020.

## Video musicale
Il video musicale, girato a Londra e diretto da Clément Durou e Pierre Dupaquier, è disponibile dal 6 novembre 2020.

## Tracce
Testi e musiche di Dua Lipa, Angèle, Ian Kirkpatrick, Julia Michaels, Caroline Ailin e Jacob Kasher Hindlin.
Download digitale
1. Fever – 2:37

Download digitale – Oklou Remix
1. Fever (Oklou Remix) – 3:00

Download digitale – Vantage Remix
1. Fever (Vantage Remix) – 2:34

## Formazione
Musicisti
- Dua Lipa – voce
- Angèle – voce
- Ian Kirkpatrick – programmazione
- Tristan Salvati – programmazione aggiuntiva, percussioni, tastiera

Produzione
- Ian Kirkpatrick – produzione, ingegneria del suono
- Tristan Salvati – produzione aggiuntiva, produzione vocale Angèle
- Josh Gudwin – missaggio
- Heidi Wang – assistenza al missaggio
- Chris Gehringer – mastering
- Will Quinnell – assistenza al mastering

## Classifiche

### Classifiche settimanali
| Classifica (2020-21) | Posizione massima |
| -------------------- | ----------------- |
| Belgio (Fiandre)     | 1                 |
| Belgio (Vallonia)    | 1                 |
| Canada               | 79                |
| Croazia              | 20                |
| Francia              | 1                 |
| Germania             | 85                |
| Grecia               | 38                |
| Irlanda              | 36                |
| Lituania             | 39                |
| Portogallo           | 104               |
| Regno Unito          | 79                |
| Romania              | 4                 |
| Russia               | 77                |
| Svizzera             | 9                 |

### Classifiche di fine anno
| Classifica (2020) | Posizione |
| ----------------- | --------- |
| Francia           | 86        |
| Classifica (2021) | Posizione |
| Belgio (Fiandre)  | 19        |
| Belgio (Vallonia) | 2         |
| Francia           | 8         |
| Classifica (2022) | Posizione |
| Francia           | 112       |